# Weiershausen
Weiershausen ist ein Ortsteil der Gemeinde Weimar (Lahn) im Süden des mittelhessischen Landkreises Marburg-Biedenkopf.

## Geographische Lage

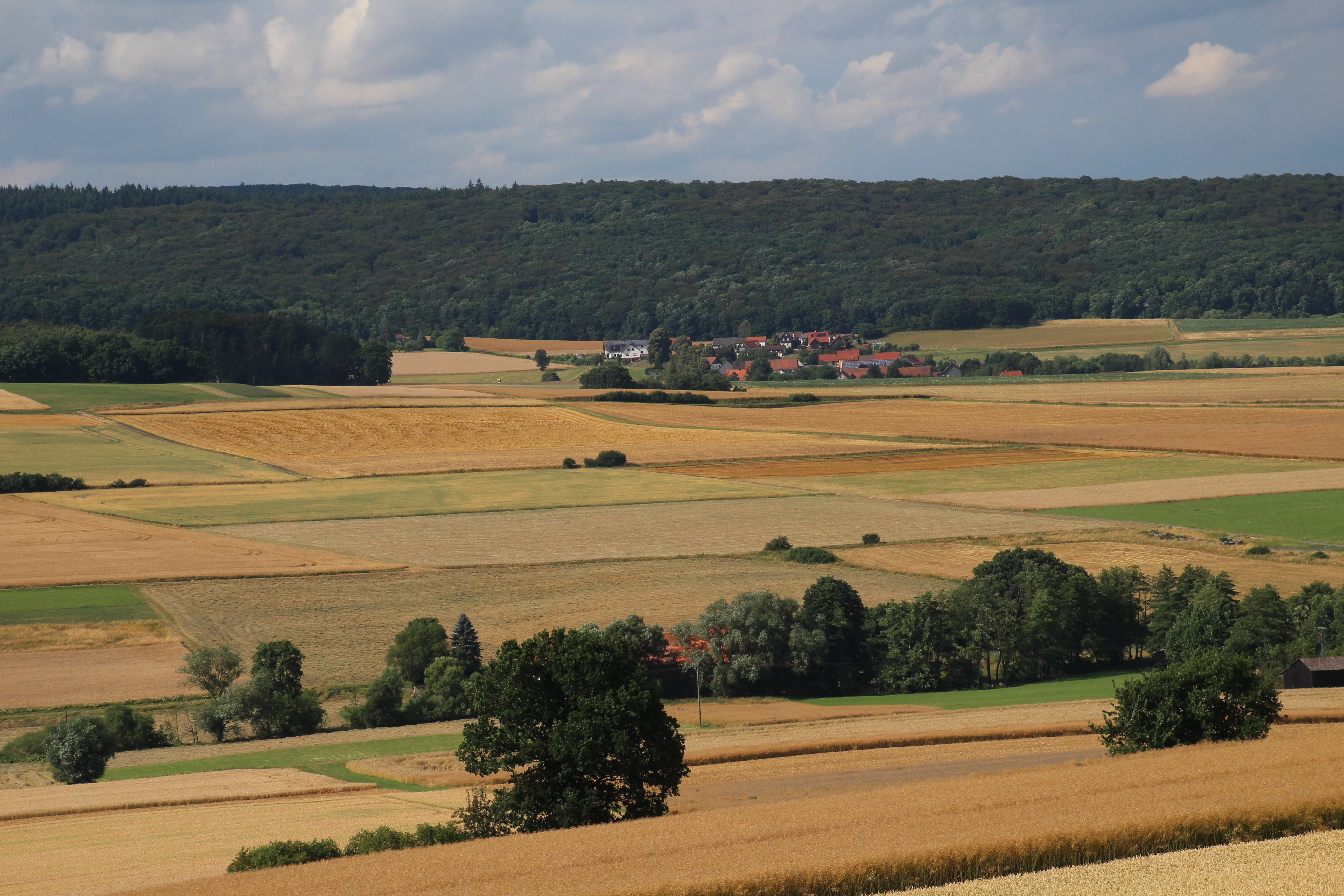
Ansicht von Süden. Zu sehen ist der höher gelegene Teil des Dorfes. Nach Osten (rechts der Bildmitte) erstreckt sich eine Talsenke, in der auch die einzige Zugangsstraße verläuft

Das Dorf befindet sich zwischen den zwei kleinen Orten Allna und Hermershausen. Es führt nur eine Straße in und aus dem Dorf (Sackgassendorf). Acht Kilometer östlich von Weiershausen befindet sich Marburg und acht Kilometer westlich liegt Gladenbach. Weiershausen liegt auf 239 m ü. NN Höhe.

## Geschichte

### Ortsgeschichte
Soweit bekannt wurde das Dorf erstmals urkundlich erwähnt unter dem Namen Wigershsen im Jahre 1285 im Urkundenbuch der Deutschordens-Ballei (1, 1 Nr. 445). Weitere historisch verbürgte Namensformen sind Wyreshusen (1361) und Weyershausen (1577). Der Name Weiershausen erscheint Anfang des 18. Jahrhunderts (1708/10), die älteste Gemarkungskarte datiert von 1718. Die Flurnamen Sterbershäuser Wald und Sterberswiese deuten auf eine Wüstung etwa einen halben Kilometer westlich der heutigen Siedlung.
Im Zuge der Gebietsreform in Hessen schloss sich die bis dahin selbständige Gemeinde Weiershausen zum 1. Juli 1972 freiwillig der Großgemeinde Weimar (Lahn) an. Für Weiershausen wurde wie für die übrigen Ortsteile von Weimar ein Ortsbezirk mit Ortsbeirat und Ortsvorsteher eingerichtet.

### Verwaltungsgeschichte im Überblick
Die folgende Liste zeigt die Staaten und Verwaltungseinheiten, denen Weiershausen angehört(e):
- vor 1567: Heiliges Römisches Reich, Landgrafschaft Hessen, Gericht Oberweimar auch genannt Reitzberg (Gericht Oberweimar bestand aus den Orten Oberweimar, Niederwalgern, Kehna, Altna, Weiershausen, Hermershausen, Ciriaxweimar, Gisselberg, Ronhauſen und Wolfshausen, sowie die Hälfte von Dilschhausen und Elnhausen)[7]
- ab 1567: Heiliges Römisches Reich, Landgrafschaft Hessen-Marburg, Amt Caldern und Reitzberg
- 1604–1648: Heiliges Römisches Reich, strittig zwischen Landgrafschaft Hessen-Darmstadt und Landgrafschaft Hessen-Kassel (Hessenkrieg)
- ab 1648: Heiliges Römisches Reich, Landgrafschaft Hessen-Kassel, Amt Caldern und Reitzberg
- ab 1806: Landgrafschaft Hessen-Kassel, Amt Caldern und Reitzberg
- 1807–1813: Königreich Westphalen, Departement der Werra, Distrikt Marburg, Kanton Kaldern
- ab 1815: Kurfürstentum Hessen, Amt Kaldern und Reitzberg[8]
- ab 1821: Kurfürstentum Hessen, Provinz Oberhessen, Kreis Marburg[9][Anm. 2]
- ab 1848: Kurfürstentum Hessen, Bezirk Marburg
- ab 1851: Kurfürstentum Hessen, Provinz Oberhessen, Kreis Marburg
- ab 1867: Königreich Preußen, Provinz Hessen-Nassau, Regierungsbezirk Kassel, Kreis Marburg
- ab 1871: Deutsches Reich, Königreich Preußen, Provinz Hessen-Nassau, Regierungsbezirk Kassel, Kreis Marburg
- ab 1918: Deutsches Reich, Freistaat Preußen, Provinz Hessen-Nassau, Regierungsbezirk Kassel, Kreis Marburg
- ab 1944: Deutsches Reich, Freistaat Preußen, Provinz Kurhessen, Landkreis Marburg
- ab 1945: Amerikanische Besatzungszone, Groß-Hessen, Regierungsbezirk Kassel, Landkreis Marburg
- ab 1946: Amerikanische Besatzungszone, Hessen, Regierungsbezirk Kassel, Landkreis Marburg
- ab 1949: Bundesrepublik Deutschland, Hessen, Regierungsbezirk Kassel, Landkreis Marburg
- ab 1972: Bundesrepublik Deutschland, Land Hessen, Regierungsbezirk Kassel, Landkreis Marburg, Gemeinde Weinmar[Anm. 3]
- ab 1974: Bundesrepublik Deutschland, Land Hessen, Regierungsbezirk Kassel, Landkreis Marburg-Biedenkopf, Gemeinde Weinmar

### Gerichte seit 1821
Mit Edikt vom 29. Juni 1821 wurden in Kurhessen Verwaltung und Justiz getrennt. In Marburg wurde der Kreis Marburg für die Verwaltung eingerichtet und das Landgericht Marburg war als Gericht in erster Instanz für Weiershausen zuständig. 1850 wurde das Landgericht in Justizamt Marburg umbenannt. Nach der Annexion Kurhessens durch Preußen 1866 erfolgte am 1. September 1867 die Umbenennung des bisherigen Justizamtes in Amtsgericht Marburg. Auch mit dem Inkrafttreten des Gerichtsverfassungsgesetzes von 1879 blieb das Amtsgericht unter seinem Namen bestehen.

## Bevölkerung

### Einwohnerstruktur 2011
Nach den Erhebungen des Zensus 2011 lebten am Stichtag dem 9. Mai 2011 in Weiershausen 81 Einwohner. Darunter waren keine Ausländer.
Nach dem Lebensalter waren 12 Einwohner unter 18 Jahren, 36 zwischen 18 und 49, 15 zwischen 50 und 64 und 18 Einwohner waren älter. Die Einwohner lebten in 30 Haushalten. Davon waren 3 Singlehaushalte, 15 Paare ohne Kinder und 12 Paare mit Kindern, sowie 3 Alleinerziehende und keine Wohngemeinschaften. In 6 Haushalten lebten ausschließlich Senioren und in 18 Haushaltungen leben keine Senioren.

### Einwohnerentwicklung
| Quelle: | Historisches Ortslexikon                                                        |
| • 1577: | 6 Hausgesesse                                                                   |
| • 1630: | 6 hausgesessene Mannschaften (4 zweispännige Ackerleute 2 Einläuftige)          |
| • 1681: | 6 hausgesessene Mannschaften                                                    |
| • 1747: | 48 Einwohner                                                                    |
| • 1838: | 78 Einwohner davon 8 nutzungabergte, ein nicht nutzungsberechtigter Ortsbürger. |

| Weiershausen: Einwohnerzahlen von 1834 bis 2011 | Weiershausen: Einwohnerzahlen von 1834 bis 2011 | Weiershausen: Einwohnerzahlen von 1834 bis 2011 | Weiershausen: Einwohnerzahlen von 1834 bis 2011 | Weiershausen: Einwohnerzahlen von 1834 bis 2011 |
| --- | ----------------------------------------------- | ----------------------------------------------- | ----------------------------------------------- | ----------------------------------------------- |
| Jahr |                                                 |                                                 |                                                 | Einwohner                                       |
| 1834 | 1834                                            |                                                 | 78                                              | 78                                              |
| 1840 | 1840                                            |                                                 | 99                                              | 99                                              |
| 1846 | 1846                                            |                                                 | 85                                              | 85                                              |
| 1852 | 1852                                            |                                                 | 82                                              | 82                                              |
| 1858 | 1858                                            |                                                 | 76                                              | 76                                              |
| 1864 | 1864                                            |                                                 | 80                                              | 80                                              |
| 1871 | 1871                                            |                                                 | 79                                              | 79                                              |
| 1875 | 1875                                            |                                                 | 92                                              | 92                                              |
| 1885 | 1885                                            |                                                 | 78                                              | 78                                              |
| 1895 | 1895                                            |                                                 | 76                                              | 76                                              |
| 1905 | 1905                                            |                                                 | 88                                              | 88                                              |
| 1910 | 1910                                            |                                                 | 77                                              | 77                                              |
| 1925 | 1925                                            |                                                 | 72                                              | 72                                              |
| 1939 | 1939                                            |                                                 | 75                                              | 75                                              |
| 1946 | 1946                                            |                                                 | 111                                             | 111                                             |
| 1950 | 1950                                            |                                                 | 107                                             | 107                                             |
| 1956 | 1956                                            |                                                 | 75                                              | 75                                              |
| 1961 | 1961                                            |                                                 | 71                                              | 71                                              |
| 1967 | 1967                                            |                                                 | 72                                              | 72                                              |
| 1980 | 1980                                            |                                                 | ?                                               | ?                                               |
| 1990 | 1990                                            |                                                 | ?                                               | ?                                               |
| 2000 | 2000                                            |                                                 | 70                                              | 70                                              |
| 2005 | 2005                                            |                                                 | 80                                              | 80                                              |
| 2010 | 2010                                            |                                                 | 81                                              | 81                                              |
| 2011 | 2011                                            |                                                 | 81                                              | 81                                              |
| Datenquelle: Historisches Gemeindeverzeichnis für Hessen: Die Bevölkerung der Gemeinden 1834 bis 1967. Wiesbaden: Hessisches Statistisches Landesamt, 1968. Weitere Quellen: LAGIS; nach 1970: Gemeinde Weimar:; Zensus 2011 |                                                 |                                                 |                                                 |                                                 |

### Historische Religionszugehörigkeit
| Quelle: | Historisches Ortslexikon                                           |
| • 1861: | 71 evangelisch-lutherische Einwohner                               |
| • 1885: | 78 evangelische (= 100,00 %) Einwohner                             |
| • 1961: | 69 evangelische (= 97,18 %), zwei katholische (= 2,82 %) Einwohner |

### Historische Erwerbstätigkeit
| Quelle: | Historisches Ortslexikon |
| • 1747: | Erwerbspersonen: zwei Schmiede, ein Dachdecker und Tagelöhner, ein Branntweinbrenner. Familien: 8 Ackerbau, eine Gewerbe, eine Tagelöhner. |
| • 1838: | Familien: 8 Ackerbau, eine Gewerbe, eine Tagelöhner.                                                                                       |
| • 1961: | Erwerbspersonen: 35 Land- und Forstwirtschaft, 8 Produzierendes Gewerbe, 2 Handel und Verkehr.                                             |

## Varia
Eine Kurzgeschichte von Heinz Strunk trägt den Titel DJ Bobo in Weiershausen.